# Серман (село)
 Серман  — село Никольского района Пензенской области. Входит в состав Ахматовского сельсовета.

## География
Находится в северо-восточной части Пензенской области на расстоянии приблизительно 22 км на юго-восток по прямой от районного центра города Никольск на левом берегу речки Кеньши.

## История
Село основано около 1686 года на реке Серман в Засурском стане Пензенского уезда. Построена ясачной мордвой. В 1709 году было 62 двора ясачной мордвы. Затем здесь рядом с мордвой поселились помещичьи крестьяне. В 1719 году в селе Вознесенском, Серман тож, показаны помещики Петр и Алексей Михайловичи Нездины и Петр Никитич Неплюев, а также 64 двора ясачной мордвы, 204 чел. В 1748 году — село Вознесенское, Серман тож, 5 помещиков, всего 202 ревизских души. Село сложилось из трех частей. Поэтому в 1748 году учтена еще одна «деревня Серман новокрещеной мордвы», 120 ревизских душ. В 1785 году в барской части Сермана помещиками были Яков Алексеевич и Петр Афанасьевич Бекетовы (115 ревизских душ). В 1864 году различаются помещичье село Серман (621 житель) и две мордовских деревни — Серман Верхней Половины (1130 жителей) и Серман Нижней Половины (561 житель). В 1926 году русский Серман насчитывал 1112, мордовский (обе половины) — 2037 жителей. В 1877 году имелась церковь и часовня. В 1870-80-е годы в селе работала шалевая фабрика генеральши Панютиной, на ней работало 50 женщин. В 1912 году — село Серман, Воскресенское тож, 532 двора, земская школа, церковь, кредитное товарищество, 3 водяных мельницы, шерсточесалка, валяльное заведение, 3 овчинных заведения, 2 синильни, 7 кузниц, кирпичный сарай, 9 лавок. В советское время работали колхозы «Пламя» и «18-й партконференции». В 2004 году — 219 хозяйств.

## Население
Численность населения: 165 человек ясачной мордвы (1709 год), 204 человека ясачной мордвы (1718), около 404 русских и 240 мордвы (1748), 718 (1782), 2312 (1864), 2627 (1897), 3016 (1912), 3149 (1926), 1831 (1939), 1086 (1959), 753 (1979), 636 (1989), 573 (1996). Население составляло 507 человек (русские 82 %) в 2002 году, 419 в 2010.